# 王暻
大寧侯王暻（韓語：대령후 왕경，1130年—1154年），是高麗國第十七任君主仁宗王楷的次子，生母恭睿太后任氏。

## 生平
王暻有同母兄長毅宗王晛、弟弟明宗王晧、元敬國師王玄曦、神宗王晫與姊妹承慶宮主、德寧宮主、昌樂宮主和永和宮主。
史載王暻寬宏大量，得人心，在兄長毅宗即位次年（1148年）受封為大寧侯。後來宦者鄭諴（韓語：정함）指使官員鄭壽開（韓語：정수개）誣陷臺諫，其中一位臺諫李份（韓語：이빈）心生不滿，因此密謀另立大寧侯為新王。事發後，毅宗將鄭壽開與李份分別流放到黑山島和雲梯縣，鄭諴為推卸罪行，故意指出大寧侯與很多官員均有來往，包括恭睿太后的妹婿內侍郎中鄭叙（韓語：정서）等人，最後毅宗將大寧府廢除，流放鄭叙及相關官員。
毅宗相信圖讖，對各弟不友善，先以宰相崔惟清（韓語：최유청）進諫有失大臣體，貶其為南京留守使，後更流放王暻在天安府，其後他就在史書中失去蹤影。